# Björn Vleminckx
Björn Vleminckx (Boom, 1 december 1985) is een voormalig Belgisch betaald voetballer. Vleminckx debuteerde in 2010 in het Belgisch voetbalelftal en werd in 2011, als speler van N.E.C., topscorer van de Nederlandse Eredivisie. Vleminkcx liet weten na de zomer van 2019 een punt achter zijn professionele voetballoopbaan te zetten en daarna als voetballer aan de slag te gaan bij FC Oppuurs.

## Clubcarrière
Vleminckx is een jeugdproduct van KSK Beveren, waar hij in 2002 in het eerste elftal werd opgenomen en onder trainer Herman Helleputte op het hoogste niveau mocht debuteren. In 2004 mocht hij invallen in de slotfase van de finale van de Beker van België.
Na drie seizoenen vertrok de spits naar tweedeklasser KV Oostende, waar hij regelmatig aan spelen toekwam. Hij scoorde dat seizoen acht keer en kon nadien rekenen op de interesse van verscheidene clubs. In de zomer van 2006 ruilde hij Oostende in voor reeksgenoot KV Mechelen. Daar werd hij een van de sterkhouders in het elftal van trainer Peter Maes. Met 16 doelpunten zorgde de aanvaller er mede voor dat Mechelen dat jaar tweede werd en via de eindronde de promotie af naar Eerste Klasse kon afdwingen. KV Mechelen en Vleminckx konden zich goed handhaven op het hoogste niveau en in de zomer van 2009 kon de blonde aanvaller rekenen op de interesse van onder meer Standard Luik, AA Gent, Karlsruher SC, FC Utrecht en N.E.C..
Uiteindelijk tekende Vleminckx een contract voor vier seizoenen bij N.E.C.. In 2010 werd Patrick Kluivert door de Nijmeegse club aangeduid als assistent-trainer. Die zorgde er mee voor dat een vlot scorende Vleminckx zich met enkele hattricks bovenaan de topschutterslijst nestelde. Dat leverde hem de aandacht op van RSC Anderlecht en vooral Club Brugge. Bij Anderlecht werd Vleminckx gevolgd door hoofdscout Rik Vande Velde, zijn ex-trainer van bij KV Oostende.
Op 25 maart 2011 tekende Vleminckx een contract voor vijf jaar bij Club Brugge, dat hem aan het einde van het seizoen 2010-11 voor zo'n €3,3 miljoen overnam van N.E.C. Op 1 mei 2011 scoorde Vleminckx in de thuiswedstrijd tegen Roda JC vier keer, waarvan drie doelpunten achtereen vielen in de tweede helft: zijn eerste "zuivere" hattrick van het seizoen. Door de vier doelpunten tegen Roda JC kwam het totaal voor Vleminckx op 23 doelpunten te staan, waarmee hij als topschutter van het eredivisieseizoen 2010/11 de boeken inging. De vorige Belg die dat lukte, was Luc Nilis in de seizoenen 1995/96 en 1996/97.
Op 28 juli maakte Vleminckx zijn eerste doelpunt voor Club Brugge, in de UEFA Europa League tegen FK Qarabağ. Daarna raakte hij bij Brugge wat op het achterplan, tot op 3 januari 2013 werd bevestigd dat hij voor een half jaar zou worden uitgeleend aan Gençlerbirliği SK, toen een middenmoter uit Turkije. De spits kreeg niet veel speelkansen meer onder de nieuwe coach, maar bij zijn debuut in de Turkse competitie, in de uitwedstrijd bij Antalyaspor, scoorde hij meteen vier keer. In juni 2013 volgde hij zijn coach Fuat Çapa naar Kayseri Erciyesspor, waar hij een tweejarig contract tekende. Die club verruilde hij in juli 2015 dan weer voor Göztepe Izmir, maar al op 24 augustus 2016 werd zijn tot medio 2017 lopende contract ontbonden.
Daarna maakte Vleminckx weer de overgang naar België en tekende hij bij tweedeklasser Antwerp FC. In de zomer van 2019 verliet Vleminckx de club en tekende hij een contract bij FC Oppuurs, dat in seizoen 2018/19 uitkwam in de Eerste Provinciale Antwerpen.

## Statistieken
| Seizoen         | Club                | Competitie           | Competitie | Competitie | Beker | Beker | Europa | Europa | Totaal | Totaal |
| Seizoen         | Club                | Competitie           | Wed.       | Dlp.       | Wed.  | Dlp.  | Wed.   | Dlp.   | Wed.   | Dlp.   |
| --------------- | ------------------- | -------------------- | ---------- | ---------- | ----- | ----- | ------ | ------ | ------ | ------ |
| 2002-2003       | KSK Beveren         | Jupiler Pro League   | 2          | 0          | 0     | 0     | 0      | 0      | 2      | 0      |
| 2003-2004       | KSK Beveren         | Jupiler Pro League   | 18         | 3          | 0     | 0     | 0      | 0      | 18     | 3      |
| 2004-2005       | KSK Beveren         | Jupiler Pro League   | 20         | 0          | 0     | 0     | 1      | 0      | 21     | 0      |
| 2005-2006       | KV Oostende         | Tweede klasse        | 27         | 8          | 0     | 0     | 0      | 0      | 27     | 8      |
| 2006-2007       | KV Mechelen         | Tweede klasse        | 32         | 16         | 0     | 0     | 0      | 0      | 32     | 16     |
| 2007-2008       | KV Mechelen         | Jupiler Pro League   | 31         | 9          | 0     | 0     | 0      | 0      | 31     | 9      |
| 2008-2009       | KV Mechelen         | Jupiler Pro League   | 30         | 12         | 7     | 6     | 0      | 0      | 37     | 18     |
| 2009-2010       | N.E.C.              | Eredivisie           | 32         | 8          | 3     | 3     | 0      | 0      | 35     | 11     |
| 2010-2011       | N.E.C.              | Eredivisie           | 31         | 23         | 1     | 1     | 0      | 0      | 32     | 24     |
| 2011-2012       | Club Brugge         | Jupiler Pro League   | 29         | 6          | 2     | 2     | 8      | 2      | 39     | 10     |
| 2012-2013       | Club Brugge         | Jupiler Pro League   | 10         | 3          | 2     | 1     | 3      | 1      | 15     | 5      |
| 2012-2013       | → Gençlerbirliği SK | Süper Lig            | 16         | 9          | 0     | 0     | 0      | 0      | 16     | 9      |
| 2013-2014       | Kayseri Erciyesspor | Süper Lig            | 22         | 4          | 0     | 0     | 0      | 0      | 22     | 4      |
| 2014-2015       | Kayseri Erciyesspor | Süper Lig            | 21         | 3          | 1     | 0     | 0      | 0      | 22     | 3      |
| 2015-2016       | Göztepe Izmir       | TFF 1. Lig           | 25         | 4          | 1     | 0     | 0      | 0      | 26     | 4      |
| 2016-2017       | Antwerp FC          | Eerste klasse B      | 18         | 5          | 1     | 0     | 0      | 0      | 19     | 5      |
| 2017-2018       | Antwerp FC          | Eerste klasse A      | 0          | 0          | 0     | 0     | 0      | 0      | 0      | 0      |
| 2018-2019       | Antwerp FC          | Eerste klasse A      | 0          | 0          | 0     | 0     | 0      | 0      | 0      | 0      |
| 2019-2020       | FC Oppuurs          | 1ste Prov. Antwerpen | 0          | 0          | 0     | 0     | 0      | 0      | 0      | 0      |
| Carrière totaal | Carrière totaal     | Carrière totaal      | 364        | 113        | 18    | 13    | 12     | 3      | 394    | 129    |

## Interlandcarrière
Vleminckx werd op 6 augustus 2009 door bondscoach Frank Vercauteren voor het eerst in de selectie opgenomen voor het duel tegen Tsjechië, maar zijn debuut maakte hij pas op 11 augustus 2010 in de oefenwedstrijd tegen Finland: hij speelde 17 minuten als invaller voor Axel Witsel. België verloor de wedstrijd met 1-0. Hij werd nog vier keer opgeroepen: op 17 november 2010 tegen Rusland (0-2, geen speelminuten), op 9 februari 2011 voor nog een oefeninterland tegen Finland (1-1, 9 speelminuten) en later dat jaar ook tegen Turkije (1-1) en Slovenië (0-0, 32 speelminuten).
Voordien wist hij wel twee keer te scoren in de nationale jeugdploegen: op 21 mei 2004 met de U19 tegen Noorwegen (0-1 winst) en op 22 februari 2006 met de U20 tegen Nederland (0-2 winst).

## Interlands
| Interlands van Björn Vleminckx voor België | Interlands van Björn Vleminckx voor België | Interlands van Björn Vleminckx voor België | Interlands van Björn Vleminckx voor België | Interlands van Björn Vleminckx voor België | Interlands van Björn Vleminckx voor België |
| No.                                        | Datum                                      | Wedstrijd                                  | Uitslag                                    | Soort Wedstrijd                            | Doelpunten                                 |
| Als speler bij Club Brugge                 | Als speler bij Club Brugge                 | Als speler bij Club Brugge                 | Als speler bij Club Brugge                 | Als speler bij Club Brugge                 | Als speler bij Club Brugge                 |
| ------------------------------------------ | ------------------------------------------ | ------------------------------------------ | ------------------------------------------ | ------------------------------------------ | ------------------------------------------ |
| 1.                                         | 11 augustus 2010                           | Finland – België                           | 1 – 0                                      | Vriendschappelijk                          | -                                          |
| 2.                                         | 9 februari 2011                            | België – Finland                           | 1 – 1                                      | Vriendschappelijk                          | -                                          |
| 3.                                         | 10 augustus 2011                           | Slovenië – België                          | 0 – 0                                      | Vriendschappelijk                          | -                                          |
| Totaal                                     | Totaal                                     | Totaal                                     | Totaal                                     | Totaal                                     | 0                                          |

Bijgewerkt t/m 10 augustus 2011

## Erelijst

### Persoonlijke prijzen
- Topscorer Eredivisie: 2010-11
- Sportprijs Nijmegen 2011